# Publi Sili Nerva (cònsol 20 aC)
Publi Sili Nerva (en llatí Publius Silius Nerva) va ser un magistrat romà del segle i aC. Formava part de la gens Sília, una gens romana d'origen plebeu.
Procònsol de la Tarraconense, va ser cònsol l'any 20 aC durant el regnat d'August i va tenir com a col·lega a Marc Appuleu. Va derrotar a les tribus gal·les dels cammunis i venons (camiunii i venones) l'any del seu consolat o poc després. El menciona Dió Cassi. Podria ser el mateix personatge del que parla Suetoni, que compartia taula amb August i amb el que jugava als daus amb freqüència.